# Noel Gay
Noel Gay   (Wakefield, 15 de juliol de 1898 - Londres, 4 de març de 1954) va néixer Reginald Moxon Armitage. També va utilitzar el nom de Stanley Hill professionalment. Va ser un reeixit compositor britànic de música popular dels anys trenta i quaranta, la producció de la qual comprenia 45 cançons, a més de la música de 28 pel·lícules i 26 espectacles de Londres. Sheridan Morley ha comentat que era "al Regne Unit més proper a un Irving Berlin local". És més conegut pel musical Me and My Girl.

## Joventut
Armitage va néixer a Wakefield, Yorkshire, Anglaterra. Es va formar a la "Queen Elizabeth Grammar School" abans d'obtenir una beca als 15 anys per assistir al Royal College of Music de Londres, després de la qual va assistir a la universitat. Un talent precoç, havia substituït al cap de cor de la catedral de Wakefield des dels vuit anys, convertint-se en organista adjunt honorari als dotze anys. Havia esdevingut director musical i organista a l'església de Santa Anna al districte de Soho a Londres als divuit anys, abans d'un breu període de servei militar durant la Primera Guerra Mundial i després estudiava al "Christ's College de Cambridge".

## Carrera
Mentre estava a Cambridge, l'interès d'Armitage per la música i la composició religiosa va disminuir a mesura que va créixer el de la comèdia musical. Va començar a escriure cançons populars, amb el nom artístic Noel Gay. Segons Morley, el nom es va derivar "d'un rètol que va llegir en un autobús de Londres el 1924: "NOEL Coward i Maisie GAY en una nova revista". El seu pseudònim de Stanley Hill s'utilitzava de tant en tant per a la seva obra més sentimental. Després de contribuir a revistes com "Stop Press", va rebre l'encàrrec d'escriure tota la partitura i les lletres de la revista d'André Charlot de 1926. El seu següent programa va ser Clowns in Clover, protagonitzat per Cicely Courtneidge i Jack Hulbert, un equip de marits i esposes de l'època.
La carrera de Gay va florir a causa del seu talent per escriure melodies populars i enganxoses en estils que van des del music hall fins a l'opereta.
El seu programa més famós, pel qual va contribuir amb la música però no amb les lletres, va ser Me and My Girl. Es va estrenar originalment el 1937 al "Victoria Palace Theatre" de Londres i, després d'un inici tremolós, va guanyar popularitat quan la BBC la va emetre en directe per ràdio el 13 de gener de 1938. Va protagonitzar Lupino Lane com Bill Snibson i va durar 1.646 representacions tot i ser bombardejada de dos teatres. El "showstopper" d'aquest treball era "The Lambeth Walk", que té la distinció de ser l'única cançó popular que va ser objecte d'un líder a "The Times". A l'octubre de 1938, un dels seus líders va llegir "Mentre els dictadors s'enfaden i els homes d'Estat parlen, tot Europa balla amb "The Lambeth Walk". L'espectacle es va recuperar el 1952 i de nou el 1984, quan Stephen Fry va revisar el llibre. i va arribar a incloure algunes de les pròpies cançons de Gay. Aquesta última producció va durar vuit anys, inicialment al "Haymarket Theatre" de Leicester i després a l'"Adelphi Theatre" de Londres, abans de fer una gira per tota la Gran Bretanya i traslladar-se a Broadway.
Gay va continuar escrivint cançons per a revistes de "The Crazy Gang" i per a artistes estrella com Gracie Fields, Flanagan i Allen i George Formby, a més de publicar cançons populars de la Segona Guerra Mundial com "Run Rabbit Run" (amb lletres de Ralph Butler). Va escriure dues cançons per a la comèdia de 1938 "Save a Little Sunshine".
Després de la guerra, la seva producció musical va disminuir i es va concentrar més en la producció, en part a causa de la sordesa creixent i també perquè la moda de les cançons alegres amb temes Cockney estava a la baixa.
Havia creat "Noel Gay Music" el 1938 com a vehicle comercial. Ara forma part de l'Organització Noel Gay, que inclou divisions per a la televisió i el teatre, i és una important agència britànica d'espectacles, sota el control diari de la seva família.
El seu fill, Richard Armitage, va crear l'agència "Noel Gay Artists" i es va convertir en un agent de talent influent.